# FC Onești
Der FC Onești war ein rumänischer Fußballverein aus Onești, Kreis Bacău. Er spielte von 1998 bis 2000 in der Divizia A, der höchsten rumänischen Fußballliga.

## Geschichte
Im Jahr 1988 schaffte der kurz davor unter den Fittichen der Întreprinderea de Utilaj Greu și Transport în Construcții (IUGTC) gegründete Verein Mecon Gheorghe Gheorghiu-Dej unter Trainer Steluș Roșca den Aufstieg in die Divizia C, die dritthöchste Spielklasse des Landes. Mit Gheorghe Zaharia wurde ein neuer Trainer eingestellt und unter der Leitung von Nicolae Wilhelm, dem Direktor von IUGTC Gheorghe Gheorghiu-Dej, bis 1989 ein neues Stadion erbaut. Dank der finanziellen Unterstützung von Nicolae Puiu, der durch Aufenthalte in arabischen Ländern zu Geld gekommen war, wurde eine schlagkräftige Mannschaft aufgebaut, die sich in den Folgejahren im Mittelfeld der Divizia C platzieren konnte. In der Saison 1991/92 änderte der Verein seinen Namen in MECONERG Gheorghe Gheorghiu-Dej und zwei Spielzeiten später in Electro MECON Gheorghe Gheorghiu-Dej.
1994 fusionierte Electro MECON mit CSM Borzești, dem größten Verein aus dem benachbarten Borzești, zu FC Gheorghe Gheorghiu-Dej. Der neue Verein übernahm den Platz von Electro MECON in der Divizia C, beendete die Saison 1994/95 als Zweitplatzierter seiner Staffel hinter Foresta Fălticeni und stieg nach einem Sieg im Entscheidungsspiel gegen Flacăra Moreni auf. Nach dem Aufstieg spielte der Klub in der Divizia B nicht gegen den Abstieg, sondern konnte sich in der Saison 1995/96 bereits im vorderen Mittelfeld platzieren. Durch die Umbenennung von Gheorghe Gheorghiu-Dej in Onești kam der von Nicolae Puiu finanziell unterstützte Verein 1996 zu seinem Namen FC Onești.
Nach einem vierten Platz in der darauffolgenden Spielzeit beendete der Klub die Saison 1997/98 auf dem zweiten Platz seiner Staffel hinter Astra Ploiești. Erneut brachte ein Entscheidungsspiel gegen den Zweitplatzierten der Parallelstaffel, Electroputere Craiova, Aufschluss über den Aufstieg. Der FC Onești setzte sich mit 2:1 durch und durfte in der Saison 1998/99 erstmals in der höchsten rumänischen Spielklasse, der Divizia A, antreten.
In seiner ersten Saison kämpfte der Verein unter Trainer Toader Șteț gegen den Abstieg und sicherte sich mit einem Vorsprung von 15 Punkten auf den 16. Platz den Klassenerhalt. Im zweiten Jahr hingen die Trauben höher. Nachdem der Verein zur Winterpause noch Kontakt zu den Nichtabstiegsplätzen gehalten hatte, fehlten am Saisonende 16 Punkte zum rettenden 14. Platz und der Klub musste erstmals in seiner Geschichte absteigen.
Eine Liga tiefer wurde der Wiederaufstieg zunächst mit dem 10. Platz klar verfehlt. 2001 übernahm eine Gruppe von Geschäftsleuten den Verein und ersetzten den bisherigen Präsidenten Nicolae Puiu durch den Gewerkschafter Ion Marian. Nach einem siebenten Platz 2001/02 klopfte Onești im Jahr 2003 erneut an die Tür zum Oberhaus, verpasste den Aufstieg am als Drittplatzierter hinter Petrolul Ploiești und Gloria Buzău. In der Saison 2003/04 konnte die Mannschaft nicht an die Leistungen des Vorjahres anknüpfen und stand zur Winterpause lediglich im unteren Mittelfeld seiner Staffel, als der Hauptsponsor, die ortsansässigen Erdölraffinerie RAFO, ausstieg. Der Verein zog sich vom Spielbetrieb zurück und löste sich auf. Dabei wurde ein unbeglichener Schuldenberg von 69 Milliarden Lei an den rumänischen Staat hinterlassen.

### Neugründung
Fünf Jahre nach seiner Auflösung wurde der Verein im Jahr 2009 unter dem Namen Fotbal Club Municipal Onești (deutsch: Städtischer Fußballklub) wieder gegründet. Nach einer Saison in der Liga IV spielt er seit dem Jahr 2010 wieder in der Liga III.

## Erfolge
- Aufstieg in die Divizia A: 1998.
- Aufstieg in die Divizia B: 1995.

## Bekannte Spieler
- Marius Bilașco
- Lucian Goian